# 로마인
로마인(라틴어: Rōmānī 로마니[*], 고대 그리스어: Ῥωμαῖοι 로마이로이[*])은 고대 로마 주민의 호칭으로, 좁게는 고대 로마에 거주하는 사람들 중에서도 로마 시민권을 획득한 자들만을 의미한다. 동로마 제국의 로마인들은 라틴 문화와 주로 연관된 고대 로마인들과 달리 그리스 문화와 주로 연관되었으며, 이 때문에 현대 역사학에서는 동로마인들을 비잔티움 그리스인으로 따로 분류하기도 한다.

## 같이 보기
- 고대 로마 문자